# Bailar contigo
Bailar contigo è un singolo del gruppo musicale statunitense Black Eyed Peas e del rapper portoricano Daddy Yankee, pubblicato il 10 marzo 2023 come terzo estratto dal nono album in studio dei Black Eyed Peas Elevation.

## Descrizione
Il singolo utilizza un campionamento del brano Scatman (Ski Ba Bop Ba Dop Bop) di Scatman John del 1994.

## Video musicale
Il video, diretto da Kevin "noMSG" Chao, è stato reso disponibile il 31 marzo 2023 attraverso il canale YouTube dei Black Eyed Peas.

## Tracce
1. Bailar contigo (Gianluca Vacchi Remix) – 3:24
2. Bailar contigo (Drenchill Remix) – 2:28
3. Bailar contigo (Vanco Remix) – 3:44
4. Bailar contigo (Boniface Amapiano Remix) – 4:09
5. Bailar contigo (Telykast Remix) – 3:50
6. Bailar contigo (CLMD Remix) – 2:23
7. Bailar contigo (Phonk Remix by Xanctum) – 2:13

## Classifiche

### Classifiche settimanali
| Classifica (2023) | Posizione massima |
| ----------------- | ----------------- |
| Francia           | 37                |
| Italia            | 53                |

### Classifiche di fine anno
| Classifica (2023) | Posizione |
| ----------------- | --------- |
| Francia           | 168       |